# Lucyna Borek
Lucyna Borek (née Reptak le 22 juin 1987 à Krosno) est une joueuse de volley-ball polonaise. Elle mesure 1,63 m et joue au poste de libero. 

## Clubs
| Club                  | De        | À         |
| --------------------- | --------- | --------- |
| Karpaty Krosno        | 2007-2008 | 2009-2010 |
| AZS UEK Cracovie      | 2010-2011 | 2011-2012 |
| PTPS Piła             | 2012-2013 | 2012-2013 |
| Wisła Cracovie        | 2013-2014 | 2013-2014 |
| KS Developres Rzeszów | 2014-2015 | …         |